# Kazushi Isoyama
Kazushi Isoyama (jap. 磯山 和司, Isoyama Kazushi; * 8. Januar 1975 in der Präfektur Ibaraki) ist ein ehemaliger japanischer Fußballspieler.

## Karriere
Isoyama erlernte das Fußballspielen in der Schulmannschaft der Shimotsuma Daiichi High School und der Universitätsmannschaft der Risshō-Universität. Seinen ersten Vertrag unterschrieb er 1997 bei den Brummell Sendai. Der Verein spielte in der zweithöchsten Liga des Landes, der Japan Football League. Im August 1997 wechselte er zum Ligakonkurrenten Otsuka Pharmaceutical. Für den Verein absolvierte er 35 Spiele. 1999 wechselte er zum Zweitligisten Omiya Ardija. Für den Verein absolvierte er 86 Spiele. Im Juli 2002 wurde er an den Erstligisten Consadole Sapporo ausgeliehen. Für den Verein absolvierte er fünf Erstligaspiele. 2003 kehrte er zu Omiya Ardija zurück. 2004 wechselte er zum Ligakonkurrenten Mito HollyHock. Für den Verein absolvierte er 73 Spiele. 2006 wechselte er zum Drittligisten Arte Takasaki. Für den Verein absolvierte er 35 Spiele. Ende 2007 beendete er seine Karriere als Fußballspieler.